# Creoleon pusillus
Creoleon pusillus är en insektsart som beskrevs av Hölzel och Ohm 1991. Creoleon pusillus ingår i släktet Creoleon och familjen myrlejonsländor. Inga underarter finns listade i Catalogue of Life.